# روبرتو سولدادو
روبرتو سولدادو ریو (اسپانیایی: Roberto Soldado Rillo‎؛ زاده ۲۷ مهٔ ۱۹۸۵) بازیکن فوتبال اهل اسپانیا است.
وی همچنین در تیم ملی فوتبال اسپانیا بازی کرده‌است.وی ۳ آگوست ۲۰۲۳ در سن ۳۸سالگی رسما از دنیای فوتبال خداحافظی کرد.